# 永隆村 (南投縣)
永隆村為臺灣南投縣之村落，鹿谷市區之東，行政劃分歸於鹿谷鄉。永隆村相傳18世紀就就有漢人到此開墾，並取名為「大水窟埤」。永隆村面積約13平方公里，海拔大多位於600公尺以上，海拔最低處為370公尺的溪底城聚落；而人口密集之區域就位在凍頂山、麒麟山之間，為大水窟台地主要村落，境內有一條已遺失的麒麟溪，具有地理學術研究之意義，使麒麟潭形成封閉的內陸湖。除了漢人之外，也有原住民定居於此。而在地居民於台地築堤蓄水後所生產的茶園是該地的特色。

## 景點
- 凍頂山
- 麒麟潭
- 臺大實驗林清水溝營林區

## 外部連結
- 南投縣政府鹿谷鄉公所 各村簡介[永久]
- 鹿谷麒麟潭溪的古河道[永久]